# Embaúba (kommun)
Embaúba är en kommun i Brasilien.   Den ligger i delstaten São Paulo, i den sydöstra delen av landet, 600 km söder om huvudstaden Brasília. Antalet invånare är 2 423.
Följande samhällen finns i Embaúba:
- Embaúba

Trakten runt Embaúba består till största delen av jordbruksmark. Runt Embaúba är det ganska glesbefolkat, med 29 invånare per kvadratkilometer.